# Рождение трагедии из духа музыки
«Рождение трагедии из духа музыки» (нем. Die Geburt der Tragödie aus dem Geiste der Musik) — эстетический трактат, в котором Фридрих Ницше изложил свой взгляд на дуалистические истоки искусства. Первое издание вышло в 1872 году в лейпцигском издательстве Э. В. Фрича, второе издание появилось там же два года спустя, но почти не распространялось из-за финансовых проблем издателя. В 1886 году трактат был переиздан с предисловием «Опыт самокритики» и подзаголовком «Эллинство и пессимизм».
Ницше считал, что древние греки нашли в искусстве противоядие от бессмысленности реальности и порождаемого осознанием этого безнадёжного пессимизма. В древнегреческом искусстве автор видит постоянную борьбу между двумя началами, или типами эстетического переживания, которые он называет аполлоническим и дионисийским. Ницше спорит со всей немецкой эстетической традицией, оптимистически трактовавшей древнегреческое искусство как имевшее в своей основе аполлоническое, светлое начало. Он впервые говорит о другой Греции — трагической, опьяненной мифологией, дионисийской, и проводит параллели с судьбами Европы.
Аполлоническое начало, по Ницше, являет собой порядок, гармонию, спокойный артистизм и порождает пластические искусства (архитектура, скульптура, живопись, графика), дионисийское начало — это опьянение, забвение, хаос, экстатическое растворение идентичности в массе, рождающее непластическое искусство (прежде всего музыка). Аполлоническое начало противостоит дионисийскому как искусственное противостоит естественному, осуждая все чрезмерное, непропорциональное. Тем не менее, эти два начала неотделимы друг от друга, всегда действуют вместе. Они борются, по мнению Ницше, в художнике, и всегда оба присутствуют в любом художественном произведении.
Трактат Ницше оказал огромное влияние как на построения русских символистов (Вяч. Иванов, Андрей Белый), так и на формирование иррационального искусства экспрессионизма в Германии начала XX века. В Великобритании под влиянием дионисийских идей Ницше находился известный романист Д. Г. Лоуренс (автор романа «Любовник леди Чаттерлей»).